# Świdle
Świdle – część wsi Przespolew Kościelny w Polsce, położona w województwie wielkopolskim, w powiecie kaliskim, w gminie Ceków-Kolonia. Świdle wchodzą w skład sołectwa Przespolew Kościelny.
W latach 1975–1998 Świdle należały administracyjnie do województwa kaliskiego.